# 自己スキーマ (アルバム)
『自己スキーマ』（じこスキーマ）は、日本のシンガーソングライター、みゆはんのミニ・アルバムである。2017年2月22日発売。発売元はビクターエンタテインメント。

## 概要
みゆはんのデビューアルバムで、通常盤（VICL-64752）、初回限定盤（VIZL-1126）、1,000セット完全限定特装盤（NZS-736）の3種リリースである。
初回限定盤にはオリジナルラバーストラップ、1,000セット完全限定特装盤には初回限定盤の特典に加えユニセックスデカプリントTシャツが同梱されている。

## 収録曲
| 全作詞・作曲: みゆはん。 |                        |           |            |                |      |
| #                        | タイトル               | 作詞      | 作曲・編曲 | 編曲           | 時間 |
| 1.                       | 「ケセランパサラン」   | みゆはん  | みゆはん   | mikito         | 4:00 |
| 2.                       | 「君が好きだ」         | みゆはん  | みゆはん   | R_Men_Soul     | 4:15 |
| 3.                       | 「キヲク」             | みゆはん  | みゆはん   | Tsubasa Takada | 3:52 |
| 4.                       | 「花火のような恋」     | みゆはん  | みゆはん   | nishi-ken      | 5:14 |
| 5.                       | 「ワンサイデッドラヴ」 | みゆはん  | みゆはん   | Naoki Itai     | 4:30 |
| 6.                       | 「ぼくのフレンド」     | みゆはん  | みゆはん   | R_Men_Soul     | 4:12 |
| 合計時間:                | 合計時間:              | 合計時間: | 26:03      |                |      |

## タイアップ
ぼくのフレンド
テレビアニメ『けものフレンズ』エンディング曲。
みゆはんはまた、同アニメにスナネコ役の声優として出演しており、本楽曲を鼻歌で歌うシーンも存在する。
PVに、『けものフレンズ』のサーバル役を演じた尾崎由香が出演している。
キヲク
スマホゲーム『キヲクロスト』コラボレーションソング。

## カバー
| 曲名           | 収録アルバム      | 発売日        | 備考                                                                                                 |
| -------------- | ----------------- | ------------- | --- |
| ぼくのフレンド | さふぁりどらいぶ♪ | 2018年10月4日 | どうぶつビスケッツのメジャーデビューアルバム。 どうぶつビスケッツ×かばん（内田彩）バージョンで収録。 |